# Alessandro Bertolini
Pour les articles homonymes, voir Bertolini.
Alessandro Bertolini (né le 27 juillet 1971 à Rovereto, dans la province autonome de Trente, Trentin-Haut-Adige) est un coureur cycliste italien. Professionnel de 1994 à 2011. Il a notamment remporté Paris-Bruxelles en 1997, l'UCI Europe Tour en 2007 et une étape du Tour d'Italie en 2008. Il est par la suite directeur sportif de l'équipe Zalf Euromobil Désirée Fior, dont il a été membre avant de passer chez les professionnels.

## Biographie
Alessandro Bertolini commence sa carrière professionnelle en octobre 1993 au sein de l'équipe Carrera Jeans-Tassoni après des résultats remarqués dans les catégories inférieures. Médaillé de bronze aux championnats du monde juniors en 1988, il devient champion d'Italie dans la catégorie « amateurs » en 1992.
Il remporte sa première victoire professionnelle sur la Bicyclette basque en 1996 (première étape). Il est recruté pour la saison 1997 par l'équipe MG Maglificio-Technogym, spécialiste des classiques avec les italiens Fabio Baldato, Michele Bartoli, ainsi que le jeune Paolo Bettini. Il obtient cette année-là l'une de ses principales victoires sur les courses d'un jour : Paris-Bruxelles.
Après une année sans victoire chez Cofidis, puis une saison décevante également dans la modeste équipe Mobilvetta Design-Northwave, il est engagé par la formation italienne Alessio en 2000. Durant cette saison, il remporte deux étapes sur le Tour d'Autriche et la Course de la Paix. Bertolini reste jusqu'à la fin de l'année 2004 dans la même équipe, avec laquelle il participe à ses deux premiers Tours de France.
En 2005, il rejoint l'équipe Domina Vacanze, qui dispute le ProTour. Cependant la Domina Vacanze disparaît à la fin de la saison. Alessandro Bertolini signe alors pour une autre équipe italienne, non-membre du ProTour : Selle Italia-Serramenti Diquigiovanni. C'est avec cette équipe qu'il réalise sa meilleure saison, en 2007, à l'âge de 35 ans. Il remporte durant cette année cinq victoires dont quatre semi-classiques italiennes (la Coppa Placci, le Tour de Vénétie, le Tour des Apennins et la Coppa Agostoni), et se place sur le podium d'autres courses italiennes comme le Trophée Matteotti, les Trois vallées varésines ou le Grand Prix de l'industrie et du commerce de Prato. Ces performances lui permettent d'être sélectionné pour les championnats du monde sur route, durant lesquels il est un coéquipier précieux pour le vainqueur Paolo Bettini. Surtout, il succède au Belge Niko Eeckhout au palmarès de l'UCI Europe Tour.

## Palmarès sur route

### Palmarès amateur
- 1987
  - Coppa d'Oro
- 1988
  - Tour du Pays de Vaud :
    - Classement général
    - 2e étape

  - 2e du Trofeo Guido Dorigo
  -  3e du championnat du monde sur route juniors
- 1989
  - Brescia-Monte Magno
  - Tour du Pays de Vaud :
    - Classement général
    - 2e et 3e étapes

  - Trofeo Emilio Paganessi
  - 6e du championnat du monde sur route juniors
- 1991
  - Coppa Collecchio
  - Medaglia d'Oro Ottavio Bottecchia
  - 2e du Trofeo Gianfranco Bianchin
- 1992
  -  Champion d'Italie sur route amateurs
  - Gran Premio Palio del Recioto
  - Trofeo Gianfranco Bianchin
  - 2e du Trofeo Zssdi
  - 2e de La Popolarissima
  - 2e du Gran Premio Pretola
- 1993
  - Gran Premio Delfo
  - Coppa Fiera di Mercatale
  - Giro del Belvedere
  - Gran Premio Palio del Recioto
  - Gran Premio della Liberazione
  - Astico-Brenta
  - 5e étape du Grand Prix Guillaume Tell
  - 2e du Trofeo Gianfranco Bianchin
  - 3e du championnat d'Italie sur route amateurs
  - 4e du championnat du monde sur route amateurs

### Palmarès professionnel
| - 1996 - 1re étape de la Bicyclette basque - 1997 - Paris-Bruxelles - 2e étape de la Semaine internationale Coppi et Bartali - 2e étape du Tour de Sardaigne - 2e étape de la Hofbrau Cup (contre-la-montre par équipes) - 2e de la Coppa Sabatini - 3e de la Semaine internationale Coppi et Bartali - 10e du Tour de Lombardie - 1998 - 2e du Critérium des Abruzzes - 7e de Paris-Tours - 1999 - Tour du Schynberg - 2000 - 3e étape du Tour d'Autriche - 8e étape de la Course de la Paix - 2e du Circuit de Getxo - 3e du Tour de la province de Lucques - 2001 - Circuit de Getxo - 2003 - Tour du Piémont - 2004 - Tour de la province de Lucques - Classement général - 3e étape | - 2005 - Coppa Sabatini - 2006 - Coppa Agostoni - 4e étape du Circuit de la Sarthe - 2007 - Vainqueur de l'UCI Europe Tour - Vainqueur de la Coupe d'Italie - 1rea étape de la Semaine internationale Coppi et Bartali - Tour des Apennins - Coppa Agostoni - Tour de Vénétie - Coppa Placci - 2e du Trophée Matteotti - 2e des Trois vallées varésines - 3e du Grand Prix de l'industrie et du commerce de Prato - 3e du Grand Prix Bruno Beghelli - 2008 - 11e étape du Tour d'Italie - Tour des Apennins - 2010 - 3e étape du Tour du Trentin - 3e du Tour des Apennins |  |

### Résultats sur les grands tours

#### Tour de France
6 participations
- 1994 : abandon (12e étape)
- 1995 : abandon (10e étape)
- 1996 : abandon (16e étape)
- 2003 : 146e
- 2004 : non-partant (17e étape)
- 2005 : 113e

#### Tour d'Italie
7 participations
- 1995 : abandon (18e étape)
- 2002 : 83e
- 2004 : 53e
- 2006 : abandon (7e étape)
- 2008 : 89e, vainqueur de la 11e étape
- 2009 : 92e
- 2010 : 115e

#### Tour d'Espagne
3 participations
- 1998 : 83e
- 2000 : 110e
- 2003 : 112e

### Classements mondiaux
| Année                  | 2006 | 2007 | 2008 | 2009 | 2010 | 2011 |
| ---------------------- | ---- | ---- | ---- | ---- | ---- | ---- |
| Calendrier mondial UCI |      |      |      | 254e |      |      |
| UCI Europe Tour        | 49e  | 1er  | 153e | 185e | 185e | 513e |

## Palmarès sur piste

### Championnats d'Italie
- 2010
  -  Champion d'Italie derrière derny
- 2011
  - 3e de la course derrière derny